# Казино Роял (книга)
Вижте пояснителната страница за други значения на Казино Роял.
„Казино Роял“ (на английски: Casino Royale) е дебютният роман на английския писател Иън Флеминг. Той е първият от поредицата за Джеймс Бонд. Издаден е на 13 април 1953 от издателство Jonathan Cape. Последван е от още 13 книги на писателя.

## Сюжет
Внимание:  Текстът по-долу разкрива сюжета на произведението (или части от него)!
„M“, ръководителката на Секретната разузнавателна служба на Великобритания, поръчва на един от най-добрите си агенти, Джеймс Бонд, необичайно задание. Ковчежникът на нелегалния синдикат на елзаските работници, който е и таен агент на Кремъл, Ле Шифр, е инвестирал огромни суми пари в престъпния бизнес, в създаването на мрежа от публични домове. Но след промяната на френските закони е загубил всичките инвестирани пари, и Ле Шифр спешно трябва да намери средства за покриване на липсата. Той решава да спечели тези пари в казиното в едно от курортните градове в южната част на Франция.
Британското разузнаване и техните френски колеги са решили да го спрат. Джеймс Бонд, най-добрият агент в Секретните служби, трябва да победи Ле Шифр в игра на карти „бакара“.
Настанявайки се в хотела, Бонд се среща с Рене Матис, френски разузнавач, който казва, че Бонд е под наблюдение. Следователно някой е съобщил на Ле Шифр за Бонд и за задачата му. След това Бонд среща красивата Веспър Линд, която също ще му помага в предстоящата операция.
Внезапно над Бонд е извършено покушение, опитват се да го взривят, но Бонд по чудо остава жив и невредим.
Докато играе на рулетка, Бонд се среща с друг човек, който участва в операцията срещу Ле Шифр – агента от ЦРУ Феликс Лейтър.
През нощта Бонд започва играта на бакара в маса, където ролята на „банкер“ играе Ле Шифр. След поредица от успешни партии Бонд изведнъж губи всичките си пари. Той спешно се нуждае от 32 милиона франка, за да залага срещу Ле Шифр, и тук на помощ идва Феликс Лейтър. Той предава на Бонд необходимата сума и Бонд печели. Ле Шифр губи всичките си пари и бързо напуска казиното.
Бонд с Линд решават да отпразнуват победата в луксозен ресторант. Но изведнъж бодигардовете на Ле Шифр отвличат Линд. Бонд, който ги преследва със своя автомобил, попада в капан, автомобилът се разбива, а раненият Бонд попада в ръцете на Ле Шифр, във вилата му.
Ле Шифр подлага Бонд на жестоки изтезания, за да получи загубените си пари – чек за 40 милиона франка. Въпреки мъките Бонд категорично отказва, а Ле Шифр решава да го убие. В този момент в стаята влиза убиецът на СМЕРШ – всесилната тайна организация на СССР. Убиецът казва, че за престъпленията си Ле Шифр е осъден на смърт, и го убива с пистолет със заглушител. Пратеникът на СМЕРШ не докосва измъчвания Бонд, но при раздялата им изписва с нож на ръката му буквата „Ш“, т.е. „шпионин“.
Скоро полицията намира Бонд и Линд във вилата на Ле Шифр. Веспър Линд не е пострадала, но всички бодигардове на Ле Шифр са застреляни от убиеца на СМЕРШ. Бонд е транспортиран до болницата и започва дългите седмици лечение. Дълбоко преживял последните събития Бонд казва на агент Матис, че след възстановяването си ще подаде оставка.
Няколко месеца по-късно Бонд се възстановява и заедно с Веспър решават да почиват на морето. Двамата се влюбват и скоро Бонд решава да се отправи предложение на Линд стане негова съпруга.
Но идилията е унищожена от странното поведение на Линд. Първоначално Бонд я хваща да води телефонен разговор с непознат, а Линд лъже неловко в обясненията си. След това в хотела, където са отседнали Бонд и Линд, се появява странен едноок мъж с черна превръзка. Виждайки го Линд страшно се уплашва, но отказва да обясни на Бонд причината за страха си. И една сутрин се случва трагедия. Линд се самоубива със смъртоносна доза приспивателни, оставяйки на Бонд с обяснения.
Оказва се, че Линд е била двоен агент, и е работила за руснаците. Тя е издала Бонд и е помогнала на Ле Шифр да го примами в капана. Но скоро Линд се влюбва в Бонд и разбира, че не може да бъде повече предател. Виждайки едноокия, Линд разбира, че това е пратеникът на СМЕРШ, който вероятно ще я убие. Не можейки да мами повече своя любим, Линд решава да се самоубие.
Бонд е шокиран от това предателство. Той разбира, че СМЕРШ е съсипала любовта му и опитът му да започне спокоен, мирен живот. За никаква оставка повече не може да става дума, и Бонд продължава борбата си като супершпионин с правото да убива.

## Интересни факти
Започвайки с романа „Казино „Роял“ (1953) един от най-страшните противници на Бонд е всемогъщата организация СМЕРШ. В действителност СМЕРШ („Смерть шпионам!“), военното контраразузнаване на СССР, прекратява дейността си след края на Втората световна война през 1946 г.
„Казино „Роял“ е първият роман за приключенията на агент 007 в официалния списък на „бондиана“, а е сниман последен в 21-вия филм със същото име – „Казино „Роял“.
Според обяснения на Бонд, префикса „00“ (т.е. правото да убива безнаказано и без ръководство), той е получил, след като убива двама души по поръчка на британското разузнаване.

## Адаптации
През 1967 г. е направена неофициална пародия на книгата с участието на Дейвид Нивън като Джеймс Бонд.
Официалната филмова адаптация е излъчена през 2006 г. с участието на Даниъл Крейг в главната роля.